# National Traffic System

Schematische Darstellung der Übermittlung eines ARRL-Radiogramms hier von Wisconsin (rot) nach Kalifornien (grün) mithilfe verschiedener hierarchisch strukturierter Verteilnetzwerke.

National Traffic System (NTS), deutsch etwa „Nationales Verkehrssystem “, ist ein von der American Radio Relay League (ARRL), also dem nationalen Amateurfunkverband der Vereinigten Staaten, gefördertes Nachrichtenübermittlungssystem innerhalb der USA und Kanadas.
Auf der Basis der freiwilligen Mitarbeit von Funkamateuren, organisiert im Amateur Radio Emergency Service (ARES), erlaubt es mithilfe der Funktechnik eine schnelle und effiziente Nachrichtenübertragung von einem Ort zu vielen anderen innerhalb von Nordamerika. Dazu werden „Radiogramme“ übermittelt, das sind speziell formatierte Funktelegramme der ARRL. Das NTS kommt insbesondere im Notfall zum Einsatz, wie bei Naturkatastrophen oder großen Unfällen, und kann dann als Ergänzung oder Ersatz für andere – möglicherweise ausgefallene, beschädigte oder überlastete – Kommunikationsnetze dienen, wie beispielsweise das Telefonnetz.
Das NTS profitiert hierbei von seinem hierarchisch strukturierten Systemkonzept aus lokalen (local), regionalen (region) und gebietsweiten (area) Ebenen. Die Gesamtfläche der USA und Kanadas ist hierzu aufgeteilt in drei Areas, nämlich Pacific Area Network (PAN), Central Area Network (CAN) und Eastern Area Network (EAN), die ihrerseits in insgesamt zwölf Regionen gegliedert sind. Darunter gibt es die „lokale“ Ebene, die sich zumeist an den Bundesstaaten orientiert.
Bei Katastrophen oder in anderen Notfällen werden Radiogramme verwendet, um wichtige Informationen zu übermitteln, die für die Rettung von Leben oder Sachwerten entscheidend sein können, oder um Nachrichten zu übertragen, die über die Gesundheit oder das Wohlergehen von Katastrophenopfern Auskunft geben. Ansonsten wird das NTS in „normalen Zeiten“ (ohne Notfälle) gerne und ausgiebig genutzt, um Nachrichten aller Art zu übermitteln bis hin zu Glückwunschtelegrammen oder Geburtstagsgrüßen (siehe auch: ARRL Numbered Radiogram).
Letzteres ist in Deutschland laut Amateurfunkgesetz (AFuG) verboten. Hier gilt, dass ein Funkamateur „Nachrichten, die nicht den Amateurfunkdienst betreffen, für und an Dritte nicht übermitteln“ darf. Eine Ausnahme bildet der Notfunk.